# عبد الغني الدلي
عبد الغني الدلي هو سياسي عراقي شغل مناصب وزارية خلال العهد الملكي في العراق.
ولد في الناصرية في سوق الشيوخ عام 1331هـ/ 1913م.

## سيرته
يعود أصله لعائلة نجدية سكنت سوق الشيوخ، وعائلته من قبيلة كعب العربية، درس المتوسطة في مدينة الناصرية، والإعدادية في الثانوية المركزية ببغداد، حيث دخلها عام 1928، ثم درس في كلية الحقوق، وقد أكمل دراسة الماجستير في لندن وعاد إلى العراق عام 1945، وعمل بعدها محاضرا في كلية الحقوق ومساعد رئيس التشريفات في البلاط الملكي ومدرساً للملك فيصل الثاني عامي 1946-1947.
شغل منصب المدير العام للمصرف الصناعي بين عامي 1947 – 1952، ثم عُيّنَ معاوناً لمدير المالية العام.
شغل منصب وزير الزراعة خلال وزارات محمد فاضل الجمالي الأولى والثانية وأرشد العمري الثانية، كما شغل منصب وزير المواصلات بالوكالة في وزارة محمد فاضل الجمالي الثانية بدلا من عبد المجيد عباس الحيدري. كما شغل منصب عضو في مجلس النواب العراقي عام 1953.
بعدها شغل منصب أول سفير للعراق في المملكة المغربية.
أحيل إلى التقاعد بعد ثورة 14 تموز 1958.
عمل أستاذاً للعلوم الاقتصادية في كلية الحقوق بجامعة محمد الخامس في الرباط.
أقام في المغرب مع ابنته علياء إلى يوم وفاته. ودفن في مدينة الرباط.
تشغل ابنته علياء منصب المديرة الإقليمية لمنظمة (SOS) في الشرق الأوسط وشمال أفريقيا، وهي منظمة نمساوية، ولها كتاب منشور عنوانه «ماذا يقرأ أطفالنا في المكتبات العامة والمدرسة».

## أهم مؤلفاته
- عبر السنين، وهي مذكراته، صدرت الطبعة الأولى المكونة من 329 صفحة عام 2016 عن دار الحكمة.[10]
- ترجمة كتاب «التخطيط الاقتصادي في المناطق المختلفة النمو» للمؤلف إدوارد سيجندورف ماسون.[11]

## وفاته
توفي في المغرب ودفن في مدينة الرباط يوم الأحد الموافق 30 ذي القعدة 1431هـ/ 7 تشرين الثاني 2010م.

## كتب عنه
- كتاب «عبد الغني الدلي ودوره السياسي والاقتصادي في العراق» للكاتب بشير غالب شبل.[4]

## روابط خارجية
- عبد الغني الدلي على موقع أرشيف الشارخ.
- مقابلة له مع صحيفة الشرق الأوسط عام 2005
- مقابلة له مع صوت العراق الحر عام 2002
- نظرة مقارنة في دستور العراق 1925 ودستور 2005 ، مقالة لعبد الغني الدلي